# Gian Carlo Riccardi
Gian Carlo Riccardi (Frosinone, 21 de outubro de 1933 - Frosinone, 7 de fevereiro de 2015) foi um artista, pintor, diretor de teatro, escultor e escritor italiano.
Gian Carlo Riccardi nasceu em 21 de outubro de 1933. Depois de já ter mostrado uma predisposição para a arte desde a infância e ter obtido sua maturidade clássica, em 1961 Gian Carlo Riccardi formou-se com honras em cenografia na Academia de Belas Artes de Roma na via Ripetta. Após alguns anos, obteve o diploma em Direção Teatral e Cinematográfica no Centro Experimental de Roma.

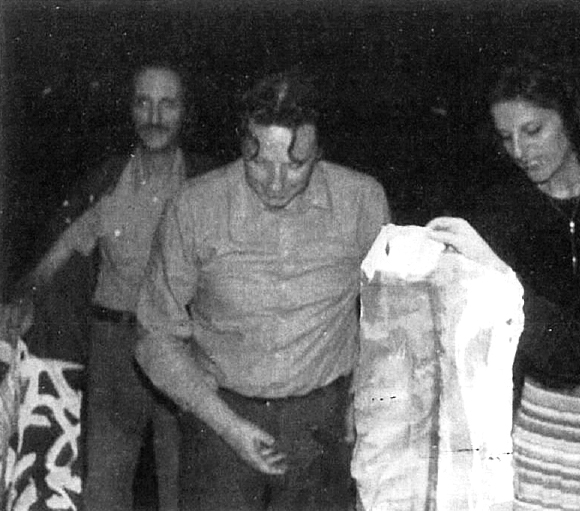
O artista Gian Carlo Riccardi (à esquerda) e o crítico de arte Enrico Crispolti (ao centro). Espetáculo teatral "Por que Lorca" 1977, Teatro Spazio Uno, Roma.

Foi definido pelo crítico de arte Enrico Crispolti como um «artista multimédia» e frequentou escritores e artistas como Achille Bonito Oliva, Alberto Moravia e Vito Riviello. Escritores e jornalistas como Angelo Maria Ripellino e André Pieyre de Mandiargues também escreveram sobre ele.

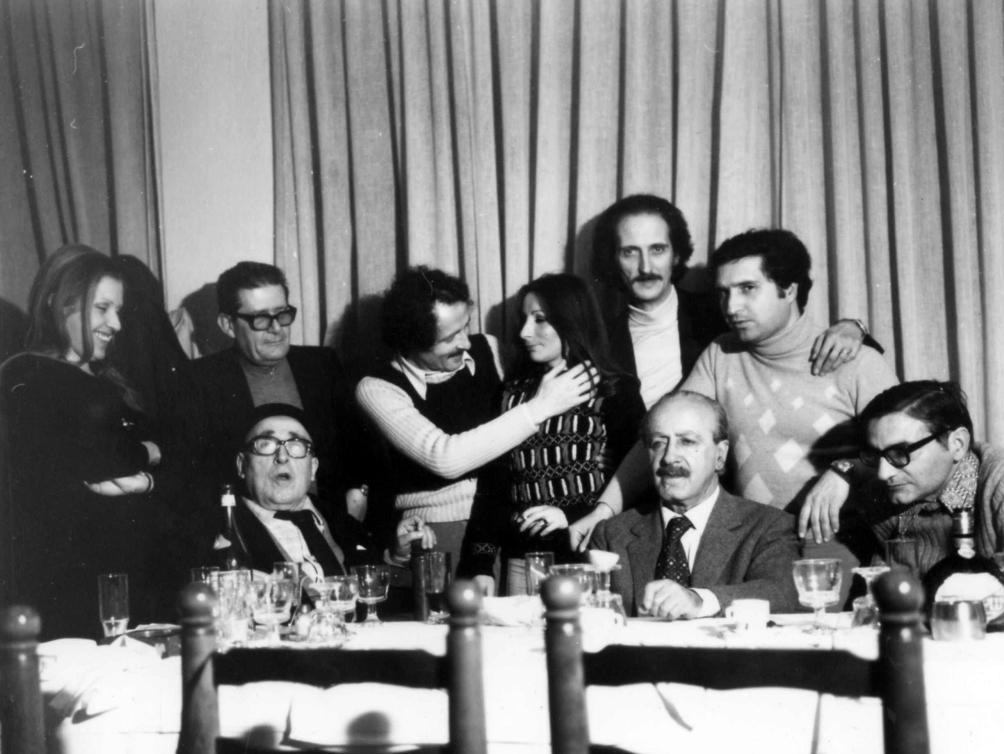
Gian Carlo Riccardi (à direita) com Libero De Libero (abaixo) e Cesare Zavattini (à esquerda), 1977.

Entre os anos 60 e 70 trabalhou como cenógrafo e diretor na Rai e como assistente dos cenógrafos Carlo Cesarini de Senigallia e Giorgio Aragno. Ele também é editor de revistas satíricas como Il Travaso delle Idee, Marc'Aurelio, La Tribuna Illustrata, Simplicissimus e Il Borghese. Ele faz parte do Roman Theatre Avant-garde colaborando com Pino Pascali, Carmelo Bene, Mario Ricci, Memè Perlini e outros.
Estas experiências levam-no a abrir em Frosinone, em 1961, o Grupo de Teatro Laboratório de Artes Visuais e mais tarde, em 1962, o Clube de Teatro.
Também participa de eventos como: o Teatro da Voi 1977 no teatro Spazio Uno de Roma, a Nova Semana do Teatro (1978) e o Incontri 1984 no Centro Associazione Stampa Grattacielo de Milão.
Os espetáculos e performances do diretor são baseados em gestos e na necessidade de expressar a condição do homem contemporâneo, aprisionado no cotidiano e nas contradições da vida.
Em 1997 fundou o Teatro da Imagem.

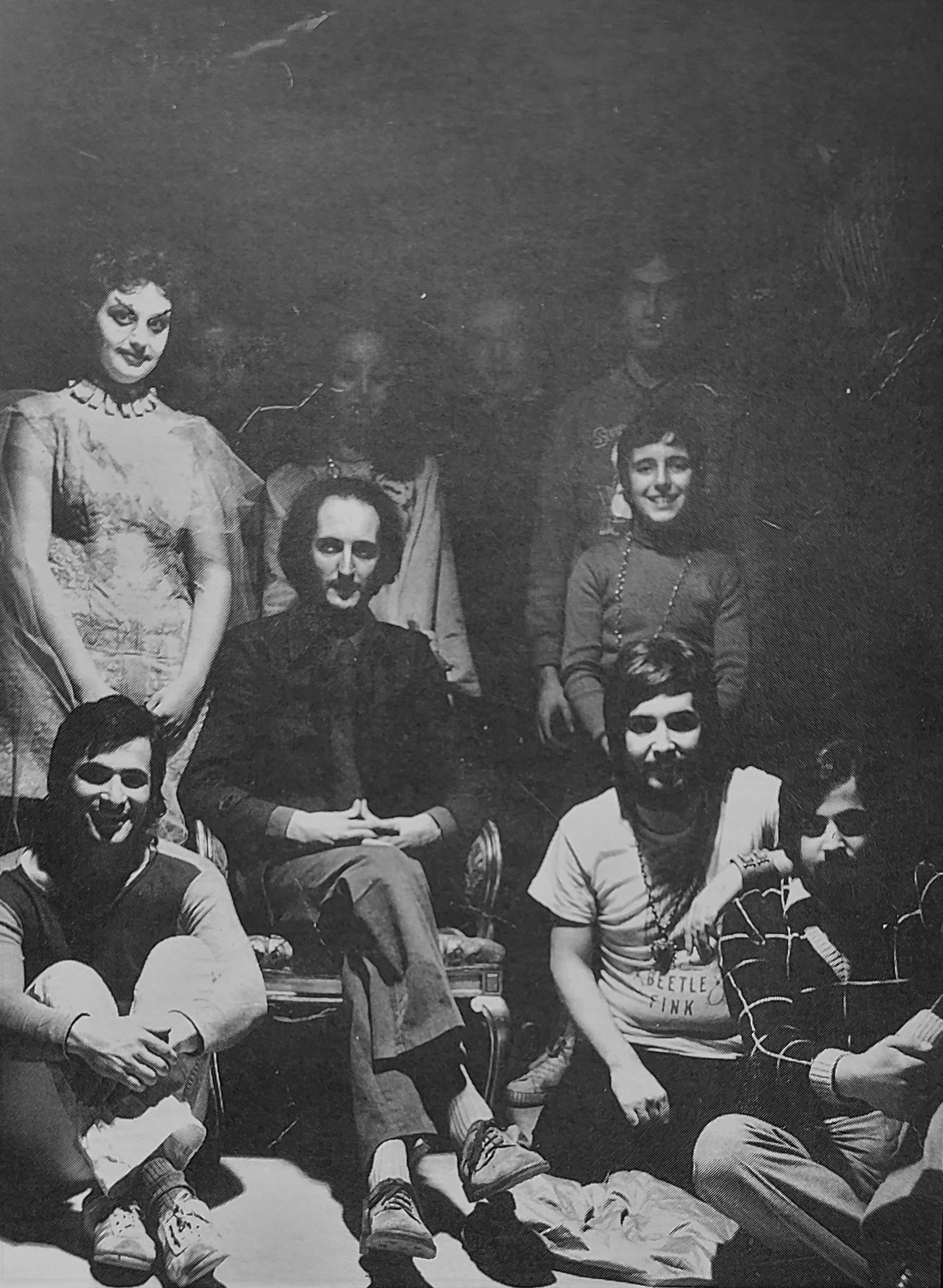
Gian Carlo Riccardi e os atores do Teatro Laboratorio Arti Visive, 1974.

A produção pictórica de Riccardi aborda vários temas como o grotesco, o duplo, a ironia, mas também o mundo da infância, através do desenho, da caricatura  e da pintura abstracta. Este último é conseguido através do uso de colagem e ready-made. Suas obras foram exibidas em exposições individuais e coletivas na Itália e no exterior, como o Palazzo delle Esposizioni em Roma (1968), a exposição ArtExpo em Genebra (1984), o Centre International D'art Contemporain em Paris (1988), a Kodama Gallery em Osaka (1993) e a Fundació Antoni Tàpies em Barcelona (1999). 
Em suas esculturas Gian Carlo Riccardi utiliza materiais pobres como Plexiglas, papel, madeira e ferro.
Os Quartos, construídos desde os anos 80, são instalações sempre feitas com elementos simples e reciclados (principalmente madeira e ferro). São exemplos de obras site specific capazes de dialogar com o espaço envolvente e com o observador.
Riccardi expôs suas instalações no Parlamento Europeu em 1991, na XLV Bienal de Arte de Veneza  em 1993 e no Festival dei Due Mondi em Spoleto em 1995.
Escreve roteiros teatrais, prosa e textos poéticos. Nestas últimas surgem vários temas (já abordados nos domínios pictórico, teatral e escultórico) relativos ao surreal, ao improvável, à memória e à infância.
Gian Carlo Riccardi desapareceu em 7 de fevereiro de 2015 em sua cidade natal.